# イーラーム
イーラーム（ペルシア語: ایلام: Īlām  発音）はイラン西部、イーラーム州の州都。近傍にはイラクとの国境をなすカビール山脈とキャルハ川が走る。人口は2006年の推計で142,330人。シーア派クルド人が多数派である。イラーム、イラムとも表記される。

## 高等教育機関
イーラームに所在する高等教育機関は以下の通り。
- イーラーム医科大学
- イーラーム大学
- イスラーム自由大学イーラーム